# Indian Evidence Act
Der Indian Evidence Act (Indisches Beweismittelgesetz) wurde ursprünglich 1872 vom britischen Parlament beschlossen und enthält Regelungen, welche die Zulässigkeit jeder Form von Beweismitteln in einem indischen Gericht betreffen.

## Bedeutung
Als der Indian Evidence Act beschlossen wurde, war er bahnbrechend für das indische Justizsystem. Es veränderte das gesamte System bezüglich der Zulässigkeit von Beweisen in indischen Gerichten. Bis zu diesem Zeitpunkt beruhten die Regeln für Beweismittel auf dem traditionellen Rechtssystem unterschiedlicher sozialer Gruppen und verschiedener ethnischer Gemeinschaften Indiens. Sie waren unterschiedlich für jeden Menschen – je nachdem, welcher Kaste, welcher Religion er angehörte oder welche soziale Stellung er innehatte. Der Indian Evidence Act beseitigte diese Besonderheiten und Unterschiede und führte ein für alle Inder gleichermaßen gültiges standardisiertes Rechtssystem ein.
Der Indian Evidence Act von 1872 ist der beharrlichen Arbeit von Sir James Fitzjames Stephen zu verdanken, der als Vater dieses Gesetzes bezeichnet werden darf.
Der Indian Evidence Act ist eines der zentralen Gesetze der Strafgesetzgebung Indiens.

## Das Gesetz
Der Indian Evidence Act, wird als Gesetz No.1 aus dem Jahr 1872 geführt und ist als Indian Evidence Act von 1872 bekannt. Das Gesetz hat 11 Kapitel und 167 Abschnitte und trat am 1. September 1872 in Kraft. Indien war zu jenem Zeitpunkt Teil des British Empire. Das Gesetz ist seit seinem Inkrafttreten unverändert gültig geblieben, lediglich kleinere Anpassungen wurden gelegentlich vorgenommen.

## Gültigkeit
Als Indien am 15. August 1947 unabhängig wurde, blieb das Gesetz in der Republik Indien und in Pakistan mit Ausnahme des Bundesstaates Jammu und Kashmir gültig. Das Gesetz wurde jedoch in Pakistan 1984 durch die Beweismittel Anordnung von 1984 (auch bekannt als Qanun-e-Shahadat) ersetzt. Das Gesetz gilt in jedem Gerichtsverfahren einschließlich Kriegsgerichtsverfahren. Es gilt jedoch nicht für Eidesstattliche Erklärungen und in Schlichtungsverfahren.